# Бэбени
Бэбени (рум. Băbeni) — город в Румынии в составе жудеца Вылча. Город расположен примерно в 20 км к югу от муниципалитета Рымнику-Вылча, являющегося административным центром жудеца, и в 30 км от муниципия Дрэгэшани.

## История
Коммуна Бэбени получила статус города в 2002 году.